# 原子力安全・保安院
原子力安全・保安院（げんしりょくあんぜん・ほあんいん、英語: Nuclear and Industrial Safety Agency、略称：NISA）は、かつて存在した日本の官公庁のひとつで、原子力その他のエネルギーに係る安全及び産業保安の確保を図るための機関であり、経済産業省の外局である資源エネルギー庁の特別の機関であった。
2012年（平成24年）9月19日に廃止され、環境省の外局である原子力規制委員会へ移行した。また同院の産業保安各課は、経済産業省商務情報政策局（商務流通保安グループ→産業保安グループ）に移管された。
東京都千代田区霞が関の本院の下、地方機関として、全国の所要の地に産業保安監督部、原子力保安検査官事務所などが置かれていた。

## 組織の位置付け
経済産業省の一機関であり、法令上の位置付けは「資源エネルギー庁の特別の機関」とされた。2001年（平成13年）1月6日、中央省庁再編の際に新設され、初代院長には佐々木宜彦が就任した。この再編で経済産業省に原子力安全・保安院が新設された代わりに、経済産業省工業技術院が独立行政法人に移行している。

## 任務
原子力安全・保安院は、次の各号に掲げる事務をつかさどっていた。 
1. 原子力に係る製錬、加工、貯蔵、再処理及び廃棄の事業並びに原発に関する規制その他これらの事業及び施設に関する安全の確保に関すること[6]。
2. エネルギーとしての利用に関する原子力の安全の確保に関すること[6]。
3. 火薬類の取締り[7]、高圧ガスの保安[8]、鉱山における保安[9]その他の所掌に係る保安（以下「産業保安」という。）の確保に関すること。
4. 所掌事務に係る国際協力に関すること[10]。
5. 前各号に掲げるもののほか、法律（法律に基づく命令を含む。）に基づき経済産業省に属させられた事務

このように、本院は「原子力安全」と「産業保安」とが主な所掌事務で、決して原子力関係のみを専門としている組織ではない。原子力、電力、都市ガス、高圧ガス、液化石油ガス、火薬、鉱山関係の施設や産業活動の安全規制、保安を所管し、これらの施設に対しては必要に応じて、立入検査、報告徴収、改善命令等を行うことができた。
電力安全課の作成した電気設備の技術基準の解釈は民間の電気工事でも参照されていた。

## エネルギー行政の変遷

### 中央省庁再編前の所掌
中央省庁再編前は、関係する行政事務は次のように分散して所掌されていた。
- 原子力安全
  - 科学技術庁原子力安全局の所掌事務
  - 資源エネルギー庁の所掌する原子力発電施設の安全に関する事務
- 産業保安
  - 通商産業省環境立地局の所掌する、高圧ガス、液化石油ガス、火薬類、鉱山の保安に関する事務
  - 資源エネルギー庁の所掌する、電気工作物、都市ガス、熱供給の保安に関する事務

### 中央省庁再編後の所掌
上記の中央省庁再編前の所掌のうち、科学技術庁原子力安全局が所掌していた事務の中で試験研究用原子炉についての安全規制など一部の事務は文部科学省が承継したが、その他については新たに設置された原子力安全・保安院が一元的に所管することとしたものである。

#### 地方機関
地方機関については当初は一元化せず、旧通商産業省の地方支分部局だった鉱山保安監督部を原子力安全・保安院の地方機関として移行させ、産業保安事務のうち鉱山保安のみを引き続き所管し、その他の産業保安事務については各経済産業局が引き続き所管していた。2005年4月1日に鉱山保安監督部を改組して経済産業局から鉱山保安以外の産業保安事務を移管承継し、これら産業保安事務を一元的に所管する産業保安監督部を設置した。

#### 検査事務
原子力施設に対する検査事務のうち、専門的実務的検査については自ら行わず公益法人に第三者委託されていたが、公益法人制度改革の流れの中で行政委託型公益法人のあり方が見直され、これら一部の検査事務を原子力安全・保安院から切り離し独立行政法人に行わせることとなり、2003年10月1日に新たに独立行政法人原子力安全基盤機構が設立され業務が移管された。

## 組織
廃止時の組織図
- 院長
- 次長

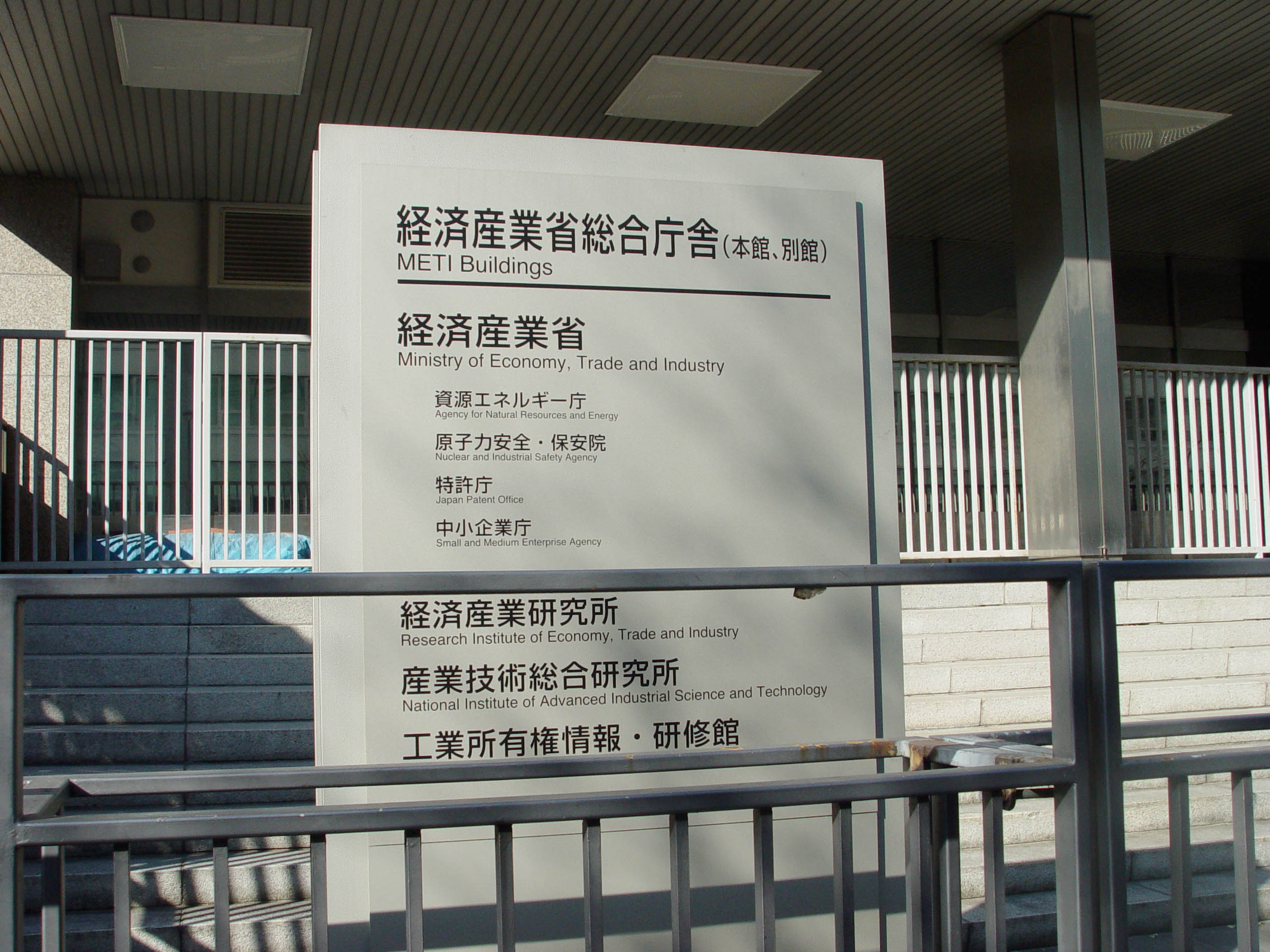
原子力安全・保安院が設置されていた頃の経済産業省総合庁舎別館の銘板

- 審議官（核燃料サイクル担当、実用炉担当、原子力安全基盤担当、産業保安担当各1名）
- 首席統括安全審査官（審議官級）
- 企画調整課
  - 政策企画官（併）制度審議室長
  - 統括安全審査官
- 国際室		
  - 業務管理官 （併）業務管理官室長
- 原子力安全広報課（原子力保安管理課を廃止し2004年4月新設）
- 原子力安全技術基盤課
  - 統括安全審査官（併）新型炉規制対策室長
  - 統括安全審査官
- 原子力安全特別調査課
- 原子力発電安全審査課
  - 統括安全審査官（2名）
- 原子力発電検査課
  - 統括安全審査官
- 核燃料サイクル規制課
- 核燃料管理規制課
- 放射性廃棄物規制課
- 原子力防災課
  - 原子力事故故障対策室長
- 保安課
- 電力安全課
- ガス安全課
- 液化石油ガス保安課
- 鉱山保安課

## 歴代院長
原子力安全・保安院長の官職にある者は国庫から指定職5号俸が支給されていた（自衛隊の方面総監・自衛艦隊司令官及び航空総隊司令官並びに海上保安庁の海上保安監と同等）。
- 佐々木宜彦 - 2001年1月
- 松永和夫[12] - 2004年6月
- 広瀬研吉[13] - 2005年9月
- 薦田康久[14] - 2007年7月
- 寺坂信昭[15] - 2009年7月
- 深野弘行[11] - 2011年8月